# Anne Lundberg
Anne Ebba-Karin Lundberg, född 29 mars 1966 i Skurup, är en svensk journalist och programledare. Hon har lett ett antal samhälls- och andra program i SVT. Tre gånger har hon vunnit Kristallen som "Årets kvinnliga programledare". 
Hon har dessutom vunnit i frågesportprogrammet På spåret 2007 tillsammans med Johan Wester.

## Biografi
Anne Lundbergs första anställning som journalist efter Journalisthögskolan i Göteborg var på tidningen Arbetaren i Göteborg. Hon har även arbetat som servitris, barnflicka och kassörska.
Lundberg började arbeta på Sveriges Television i slutet av 1980-talet och har fungerat som bland annat reporter för olika nyhets- och samhällsprogram. Efter praktik (i samband med/direkt efter Journalisthögskolan) på Nordnytt blev hon reporter på konsumentmagasinet Plus. Andra journalistuppdrag har varit som reporter för Rapport och Reportrarna, liksom som USA-korrespondent (1993).
På senare år har hon blivit ett känt TV-ansikte genom ett antal programledaruppdrag, inte minst via Antikrundan (sedan 1999). Dessutom har hon lett program som Landgång, Himlen kan vänta och En andra chans.
2001 gjorde hon "Malmö på glid", ett uppmärksammat reportage för Uppdrag granskning. Under våren 2007 var hon vikarierande programledare för Plus, och i december samma år var hon julvärd i Sveriges Television.
Hon har även framgångsrikt medverkat i På spåret tillsammans med komikern Johan Wester under säsongerna 2006–2007 och 2007–2008, där de vann den sistnämnda gången.
Lundberg blev "Årets kvinnliga programledare" under Kristallen 2008, 2010 och 2011. 2011–2013 var hon programledare för Här är ditt kylskåp i SVT.
Våren 2014 var Lundberg en av programledarna i URs dokumentärserie om tv-historia, Programmen som förändrade TV.
Anne Lundberg var även sommarvärd i P1:s radioprogram Sommar den 21 juni 2004.. Hon medverkade vid direktsändningen av Nobelfesten 2017 med gäster och pratade fest, kläder, mat och smycken.

## Familj
Anne Lundberg bor utanför Skurup tillsammans med två söner.

## Produktioner (urval)
- 2001– Antikrundan (programledare)[2][5]
- 2006–  Landgång och Nya Landgång (programledare, 5 säsonger)[2]
- 2007–2008 • På spåret (tävlande)
- 2008  Himlen kan vänta (programledare)[2]
- 2009–2010, 2013 • Sommarkväll (programledare)[2]
- 2012  Här är ditt kylskåp (programledare)
- 2014 Programmen som förändrade TV (programledare)
- 2016  Konstnärsdrömmen
- 2017  30 liv i veckan (dokumentärserie i tre delar, programledare)[10]
- 2017– Husdrömmar

## Utmärkelser
- Kristallen som Årets kvinnliga programledare (2008, 2010, 2011[2][5])
- Kristallen för Årets dokumentärprogram (2009, Himlen kan vänta)
- Årets skåning (2009[2])